# Xingan

Lage von Xingan (rot) im Verwaltungsgebiet von Ji’an (gelb) in Jiangxi

Xingan (chinesisch 新干县, Pinyin Xīngān Xiàn) ist ein Kreis, der zum Verwaltungsgebiet der bezirksfreien Stadt Ji’an in der chinesischen Provinz Jiangxi gehört. Er hat eine Fläche von 1.245 km² und zählt 329.830 Einwohner (Stand: Zensus 2010). Sein Hauptort ist die Großgemeinde Jinchuan (金川镇).
Die Niutoucheng-Stätte (Niutoucheng zhi 牛头城址) aus der Shang- bis Zhou-Zeit steht seit 2006 auf der Liste der Denkmäler der Volksrepublik China (6-100).